# ناحية السلام (الأنبار)
ناحية السلام أو جزيرة الخالدية هي إحدى نواحي العراق وتقع على نهر الفرات في محافظة الأنبار في الجانب المقابل من مدينة الخالدية.